# Lechosław Jocz
Lechosław Jocz (ur. 7 października 1983) – polski językoznawca, dialektolog, badacz etnolektu kaszubskiego i języków łużyckich. Jest specjalistą z zakresu fonetyki i fonologii kaszubskiej. Zajmuje się także innymi słowiańskimi językami mniejszościowymi oraz dialektologią słowiańską.

## Życiorys
Jego praca doktorska Wokalowy system hornjoserbskeje rěče přitomnosće została opublikowana w Szczecinie w 2011 roku. Po uzyskaniu doktoratu na Uniwersytecie Lipskim pracował naukowo jako stypendysta w Budziszynie, a następnie w Lipsku. Brał udział w kilkunastu konferencjach narodowych i międzynarodowych. Od 2015 roku piastuje stanowisko profesora nadzwyczajnego w Zakładzie Języka Polskiego na Wydziale Humanistycznym Akademii im. Jakuba z Paradyża w Gorzowie Wielkopolskim.
W swoim dorobku ma kilkanaście artykułów naukowych poświęconych łużycczyźnie. Był także redaktorem trzech roczników sorabistycznego czasopisma „Sor@pis” oraz członkiem rady redakcyjnej rocznika „Slavia Occidentalis”. Należy do Instytutu Kaszubskiego oraz Komisji Fonetyki i Fonologii przy Międzynarodowym Komitecie Slawistów.
Jest autorem krytycznej recenzji Gramaticzi kaszëbsczégò jãzëka autorstwa Hanny Makurat. Jocz zarzucał autorce m.in. nadmierną preskryptywność i niezgodność opisu gramatycznego z realiami języka kaszubskiego.
W 2016 roku za swoje prace poświęcone kaszubszczyźnie (System samogłoskowy współczesnych gwar centralnokaszubskich oraz System spółgłoskowy współczesnych gwar centralnokaszubskich) otrzymał Nagrodę im. Gerarda Labudy.

## Wybrana twórczość
Opracowano na podstawie źródła:
- Sandhi w językach łużyckich (współautorstwo, 2013)
- Akcent wyrazowy we współczesnej kaszubszczyźnie centralnej (2015)
- System samogłoskowy gwary luzińskiej (2016)
- Miejsce gwary luzińskiej wśród gwar kaszubskich w świetle faktów fonetycznych i fonologicznych (2016)
- VOT i dźwięczność spółgłosek zwartych w Dąbrówce Wielkopolskiej (2016)